# 廣島短距離交通瀨野線
廣島短距離交通瀨野線（日语：／ Hiroshima-Tankyori-Kōtsū Seno sen */?）是為了方便來往建於日本廣島縣廣島市安藝區瀨野町的住宅團地「Skyrail Town綠坂」而開通的短距離交通系統「Skyrail」（索道與懸垂式單軌組合而成的新交通系統）路線。愛稱為Skyrail綠坂線（スカイレールみどり坂線），但更常被稱為Skyrail Service、Skyrail。營運由Skyrail Service株式會社負責。全线于2024年5月1日废除。

## 路線資料
- 路線距離（營業距離）：1.3公里
- 方式：懸垂式（繩索推動懸垂式）
- 站數：3個（包括起終點站）
- 複線路段：全線
- 電氣化路段：全線（直流電440 V）
- 高低差：160公尺
- 行走方向：左側通行

## 運行形態
綠口－綠中央間的所需時間為5分。另外，綠口站亦吾與山陽本線的瀨野站直結互通

## 歷史
- 1998年8月28日：綠口－綠中央間開業。
- 2024年4月30日中午12時正：废线停运，改由電動巴士運行。（原定于2023年底，后由于巴士执照问题推迟）[1][2]

## 車站列表
所有車站均位於廣島縣廣島市安藝區。
| 中文站名 | 日文站名 | 英文站名 | 站間營業距離 | 累計營業距離 | 接續路線                            |
| -------- | -------- | -------- | ------------ | ------------ | ----------------------------------- |
| 綠口     |          |          | -            | 0.0          | 西日本旅客鐵道： 山陽本線（瀨野站） |
| 綠中街   |          |          | 0.7          | 0.7          |                                     |
| 綠中央   |          |          | 0.6          | 1.3          |                                     |

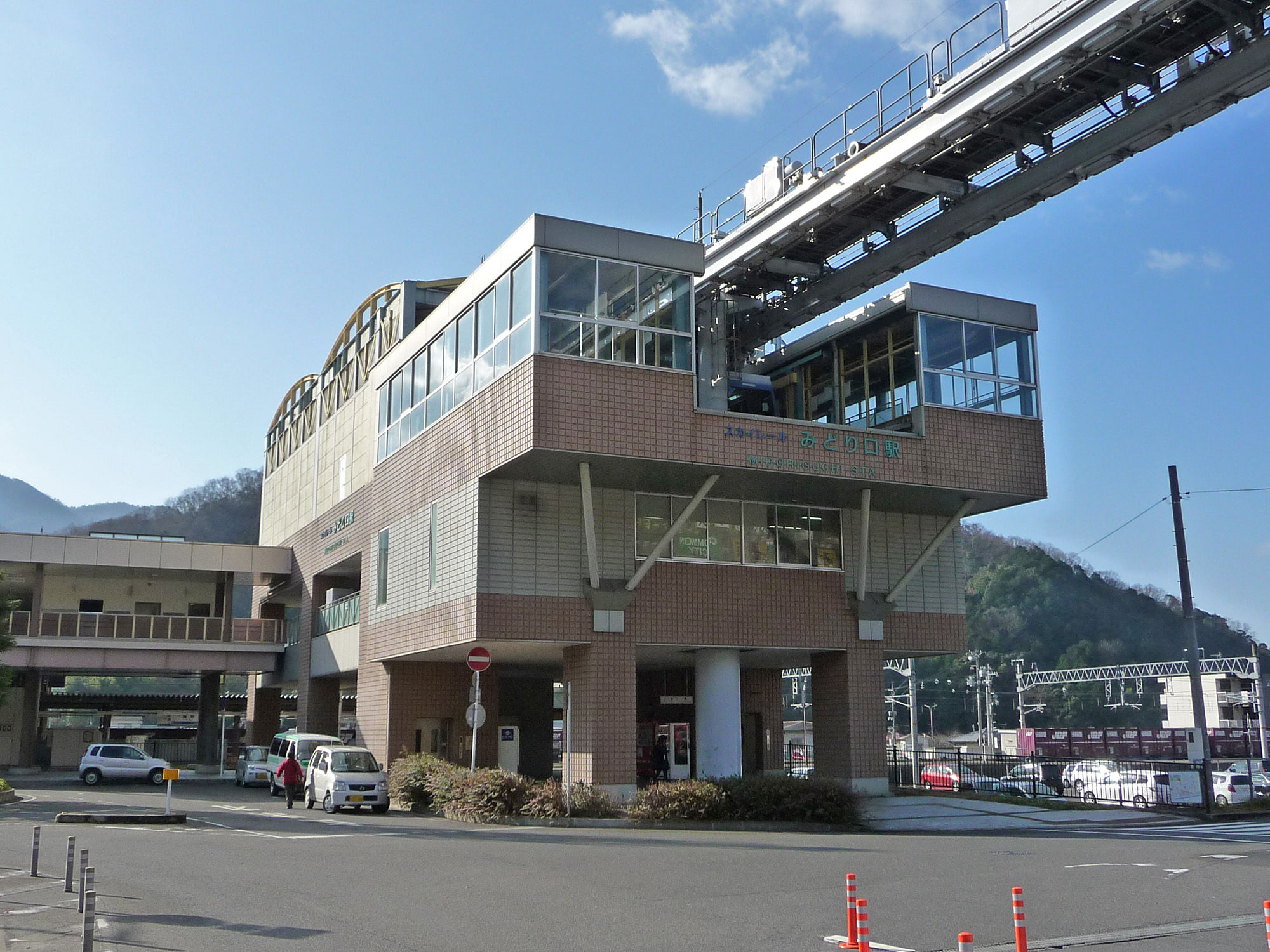
綠口站
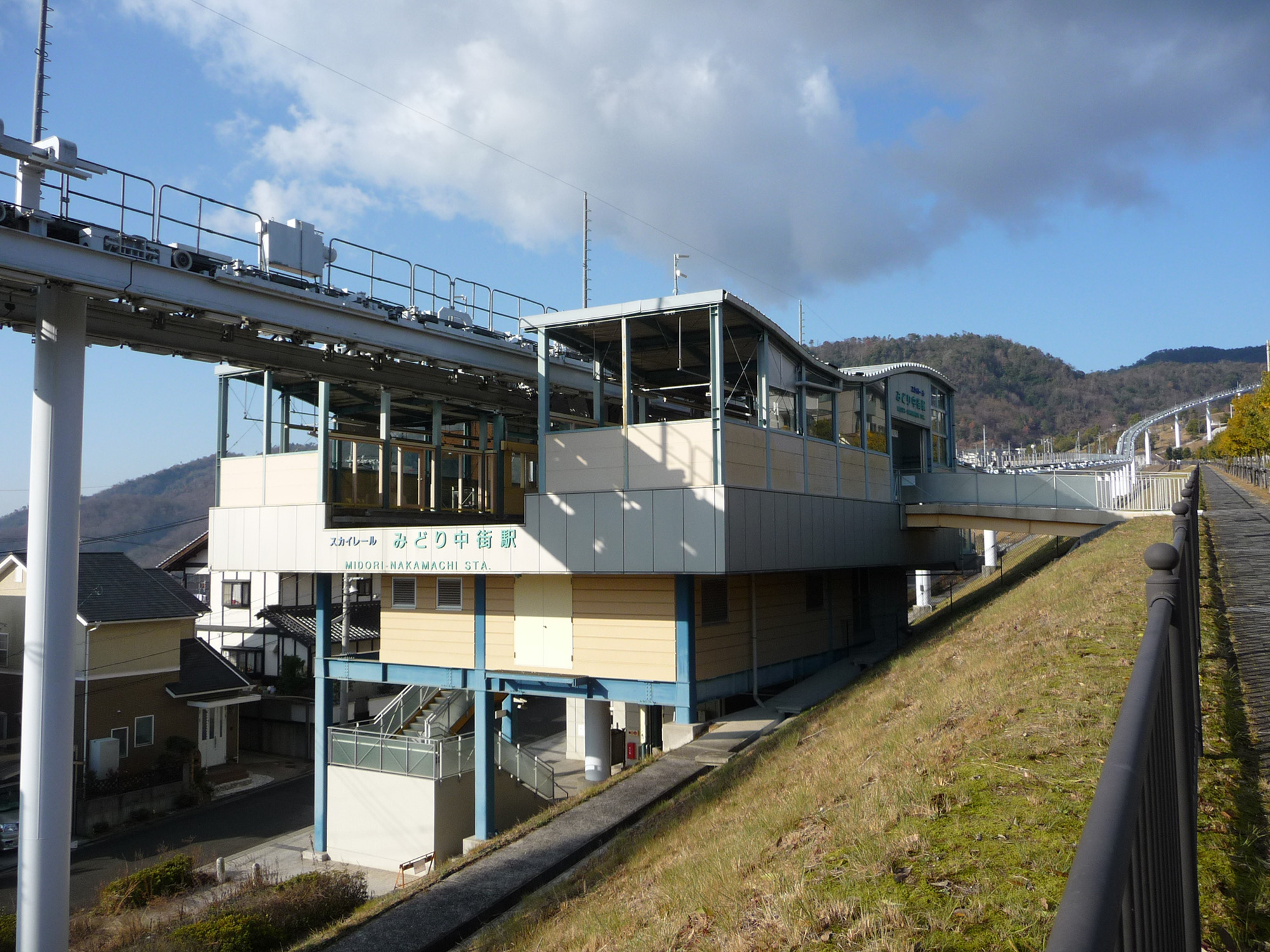
綠中街站
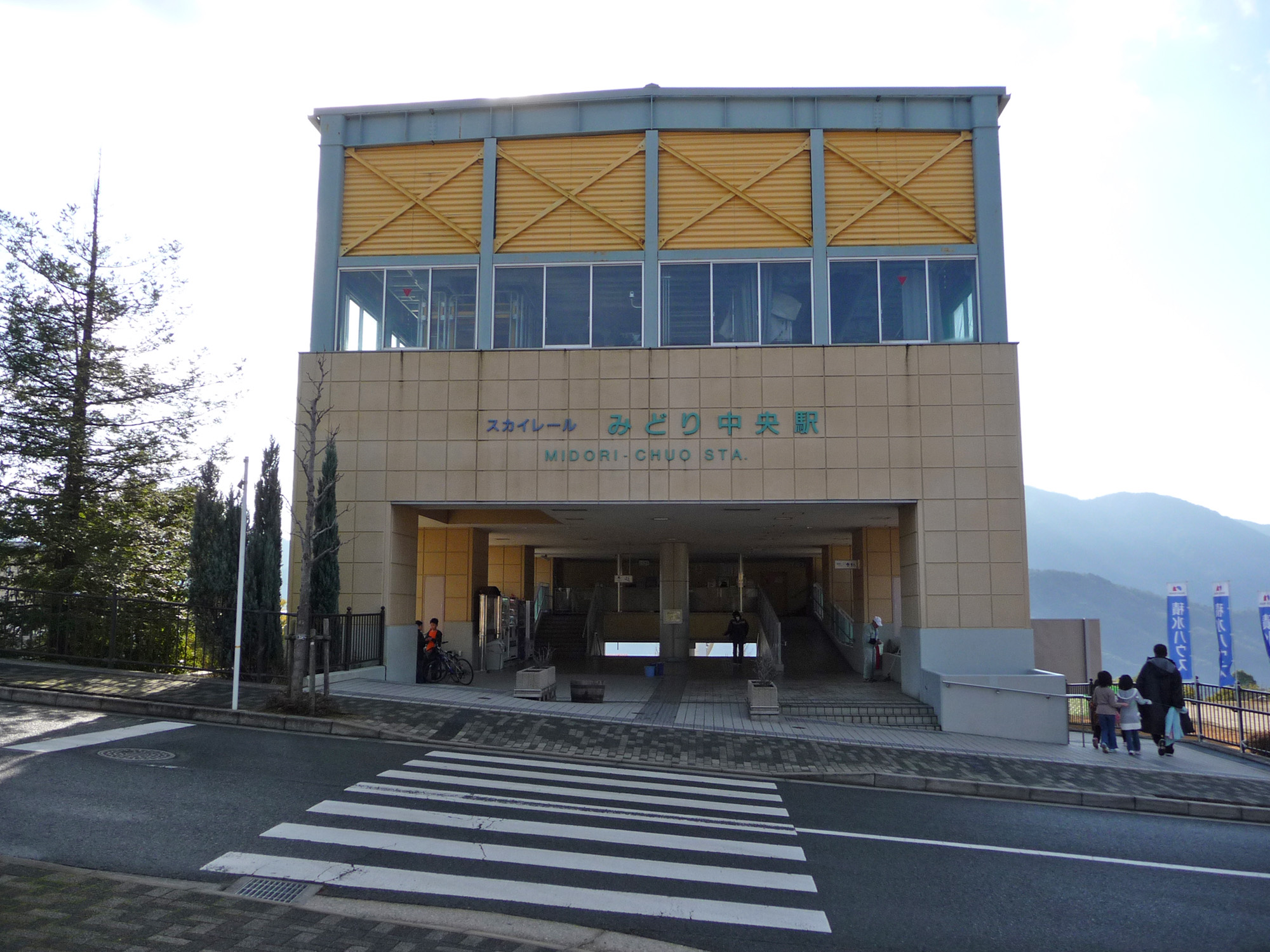
綠中央站

## 車費

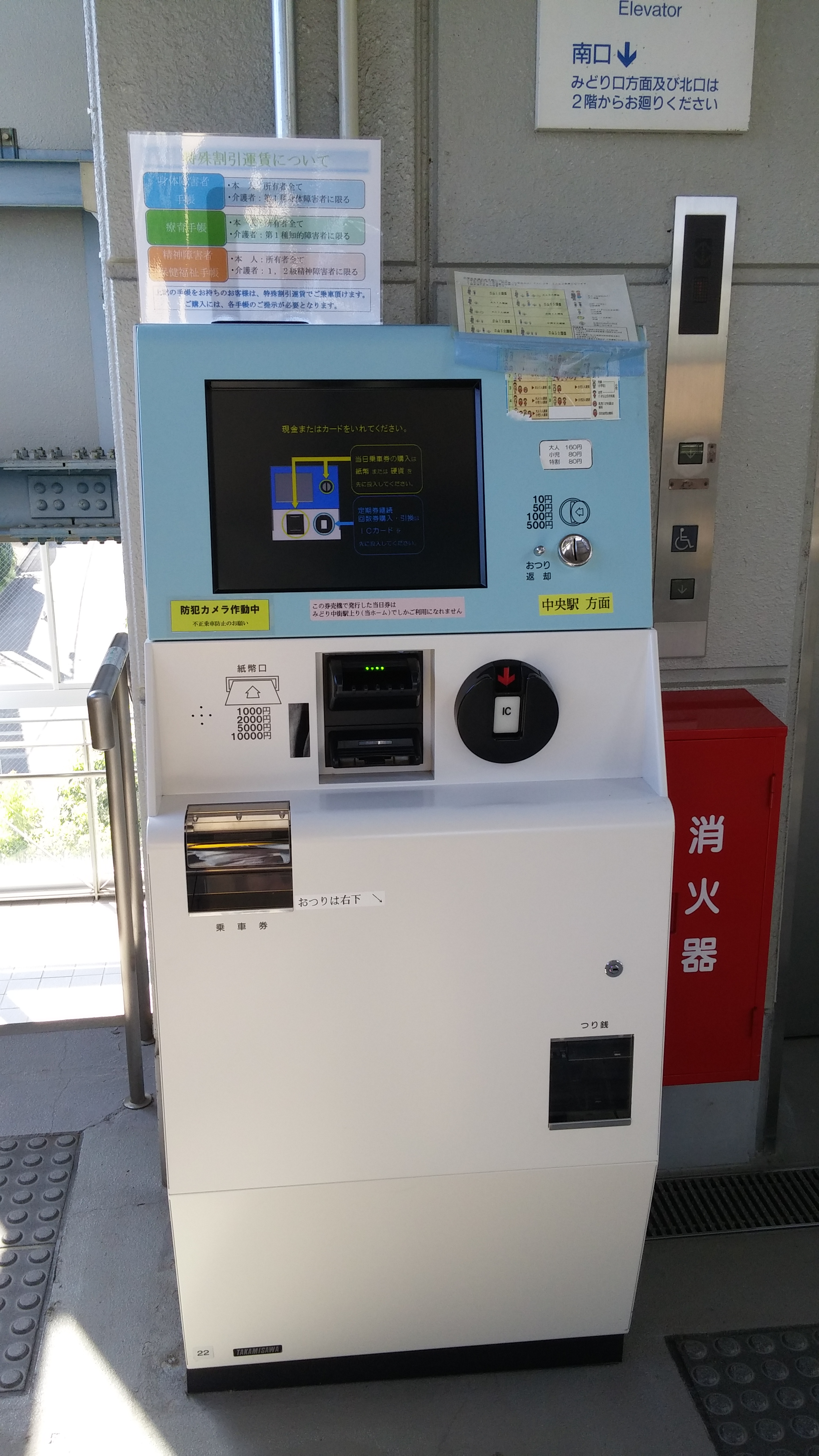
Skyrail Service的自動售票機（綠中街站）

車費不論距離都是均一制。開業初期成人車費為150日圓。2017年10月1日起車費如下。
|      | 普通乘車券 | 回數乘車券 |
| ---- | ---------- | ---------- |
| 成人 | 170日圓    | 1,700日圓  |
| 兒童 | 90日圓     | 900日圓    |

|       | 通勤       | 通學       |
| ----- | ---------- | ---------- |
| 1個月 | 6,240日圓  | 4,800日圓  |
| 3個月 | 17,790日圓 | 13,680日圓 |
| 6個月 | 33,700日圓 | 25,920日圓 |

伴隨增加消費稅，2019年10月1日起車費作以下調整。
|      | 普通乘車券 | 回数乘車券 |
| ---- | ---------- | ---------- |
| 成人 | 170日圓    | 1,700日圓  |
| 兒童 | 90日圓     | 900日圓    |

|       | 通勤       | 通學       |
| ----- | ---------- | ---------- |
| 1個月 | 6,470日圓  | 4,970日圓  |
| 3個月 | 18,440日圓 | 14,160日圓 |
| 6個月 | 34,930日圓 | 26,830日圓 |

全部車站都設有自動售票機、自動閘機，定期券是日本全國首次採用非接觸式IC卡。

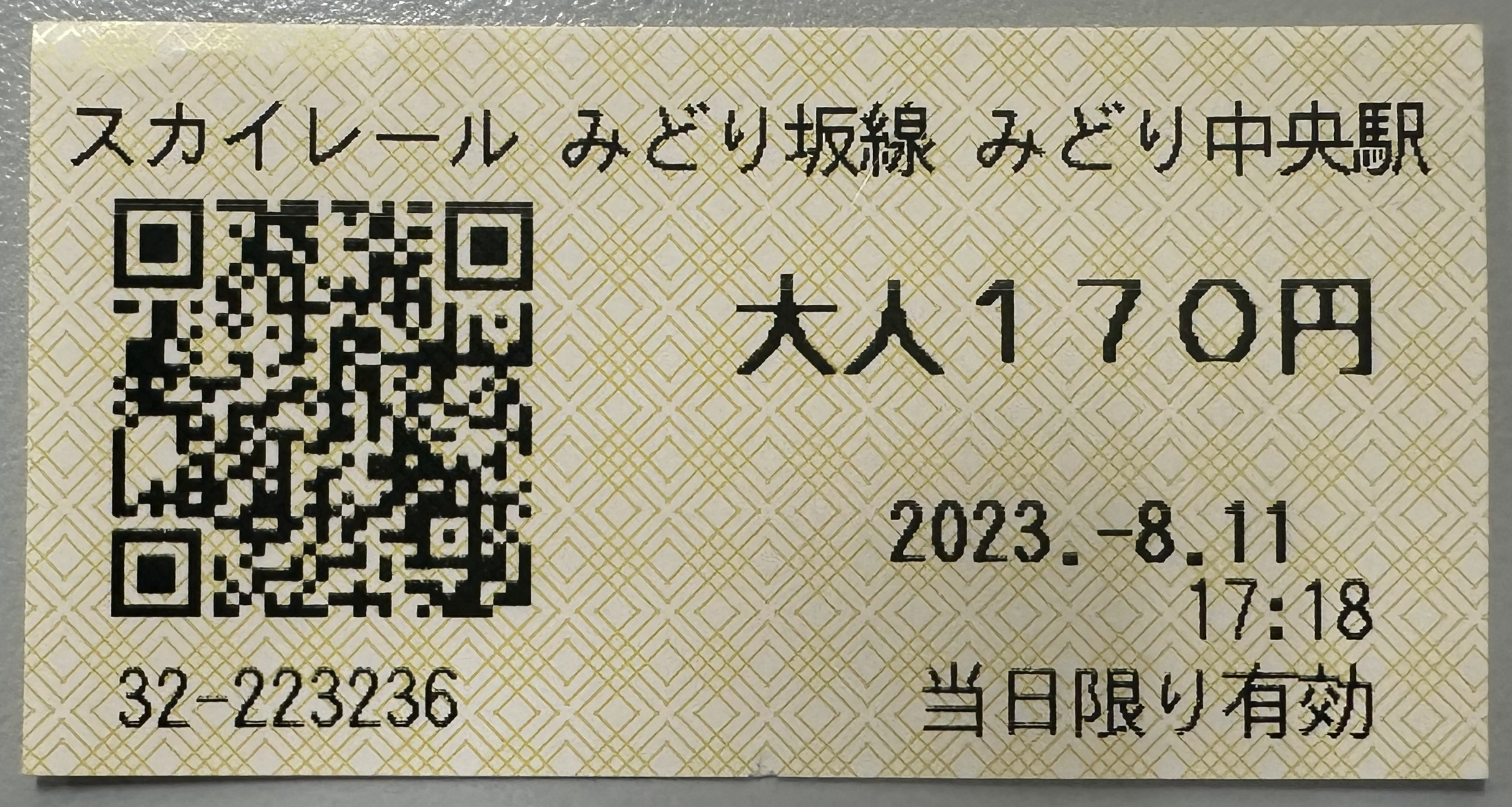
广岛短距离交通濑野线单程票

与日本大部分轨道交通不同，该线路并不使用磁介质车票作为单程票，而是使用带有二维码的非磁介质车票，进站时需在自动闸机上扫描车票上的二维码。

## 事故
開業前的1997年8月工程用纜車失控撞上站舍，導致兩名操作員死亡，7人受傷。

## 來源
1. 1 2  . RCC NEWS. RCC中国放送. 2023-06-14  [2023-06-14]. （原始内容存档于2023-06-14）.
2. ↑  みどり坂のスカイレール、2023年末めどに運行終了へ　JR瀬野駅と団地結ぶ交通システム （页面存档备份，存于）中国新聞社 2022/11/7
3. ↑  . www.mlit.go.jp.   [2021-09-08]. （原始内容存档于2021-07-11）.
4. 1 2 3  『JTB時刻表』2017年10月号、p.860

## 外部連結
- 時刻表（事業者積水ハウス提供、アーカイブ版）